# Max II
Maximus Mighty-Dog Mueller II fue el segundo alcalde de Idyllwild, California. Sus tenientes de alcalde, Mitzi y Mikey, son sus primos. El pueblo es conocido por ser uno de los primeros en elegir un perro para alcalde.
Como Idyllwild es una ciudad no incorporada, no tiene gobierno local. En 2012, como una recaudación de fondos prevista por, organizada por y en beneficio de la organización local sin fines de lucro de rescate de animales Idyllwild Animal Rescue Friends (ARF), los lugareños celebraron una elección en la que los locales podían nominar a sus perros y gatos para postularse a alcalde. Corrieron catorce perros y dos gatos, y Max, un Golden Retriever, fue elegido como su primer alcalde. En 2013, el alcalde Max murió y Maximus Mighty Dog Mueller II, otro Golden Retriever, llegó a Idyllwild para completar el resto del mandato. En marzo de 2014, cuando se acercaba el final del mandato de Max, ARF solicitó el interés de la ciudad en la celebración de otras elecciones. La gente abrumadoramente apostó por la continuación a perpetuidad del alcalde Max.
Los deberes del alcalde incluyen visitar a los lugareños y visitantes de fuera de la ciudad, asistir a inauguraciones de negocios y otras funciones de la ciudad, estar en los dos desfiles anuales de la ciudad y promover Idyllwild. La popularidad de Max se ha extendido por todo el mundo. Ha aparecido en programas de noticias, programas de entrevistas, anuncios, vallas publicitarias y un programa de juegos en interés de la ciudad.
El alcalde Max es reconocido por el condado de Riverside, California.
El 30 de julio se anunció vía su cuenta oficial de Instagram que estaba teniendo complicaciones de salud debido una masa en su bazo, que le causó sangrado en el abdomen. Se dijo que iba a entrar en cirugía esa misma noche.
Horas después, se emitió el comunicado de que Max “había ido al Cielo hace unos momentos”.